# Convento di San Giusto alle mura

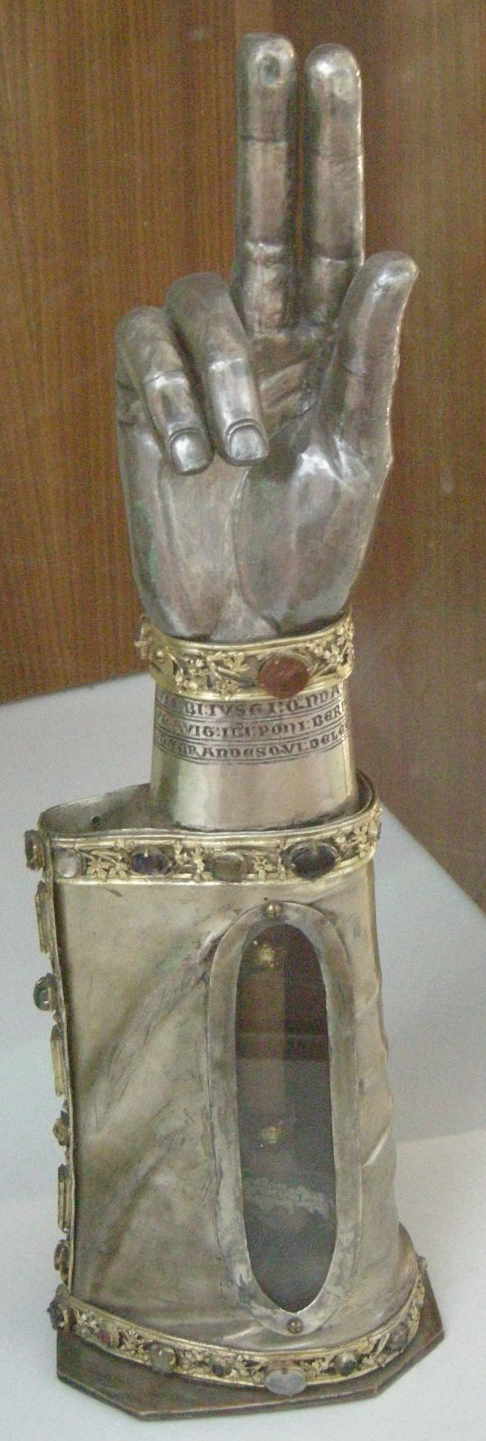
Reliquiario del braccio di san Giusto, Museo dell'Opera del Duomo, Firenze

Il convento di San Giusto alle Mura o di San Giusto degli Ingesuati si trovava fuori Porta a Pinti a Firenze, nell'attuale zona di piazza Donatello; venne distrutto nel 1529 durante l'assedio di Firenze.

## Storia e descrizione
La chiesa esisteva dal XIII secolo ed era tenuta dai frati Ingesuati, celebri per la produzione delle vetrate, tanto che si crede possano aver dato loro il nome alla Porta e a Borgo Pinti, cioè dei "pintori" di vetrate.
La chiesa era dedicata a san Giusto di Lione, arcivescovo, del quale si conserva un braccio in un reliquiario francese oggi al Museo dell'Opera del Duomo, che era stato donato dalle monache del monastero lionese di San Giusto alle loro consorelle fiorentine. A volte il santo titolare veniva confuso o si sovrapponeva con san Giusto di Volterra, pure vescovo, al quale era dedicato uno dei dipinti presenti nella chiesa.
La chiesa era famosa per le opere d'arte custodite. Vasari, nel 1568, descrisse a memoria come era l'aspetto della navata prima della demolizione, con un muro di tramezzo, tra il presbiterio e la navata, in cui si allineavano la Crocifissione scolpita da Benedetto da Maiano (oggi resta solo il Crocifisso nel convento della Calza) sopra la porta e, più in basso ai lati, l'Orazione nell'orto  e una Pietà di Pietro Perugino.
Di Perugino si conservava inoltre una Crocifissione, oltre a una Madonna e santi di Ghirlandaio e una Madonna di Andrea del Sarto (tutte queste opere sono agli Uffizi).
Dopo la distruzione i frati si trasferirono nel convento di San Giovanni Battista della Calza a Porta Romana.